# Волчиха (приток Коёна)
Волчи́ха — река в Новосибирском и Искитимском районах Новосибирской области России, правый приток реки Коён. Устье Волчихи находится юго-западнее деревни Нижний Коён, в 18 км от устья Коёна. Длина реки составляет 11 км.
В нижнем течении реки Волчихи в неё впадает справа ручей с таким же названием — Волчиха.

## Данные водного реестра
По данным государственного водного реестра России относится к Верхнеобскому бассейновому округу, водохозяйственный участок реки — Обь от города Барнаула до Новосибирского гидроузла, без реки Чумыш, речной подбассейн реки — бассейны притоков (Верхней) Оби до впадения Томи. Речной бассейн реки — (Верхняя) Обь до впадения Иртыша.